# Number Two

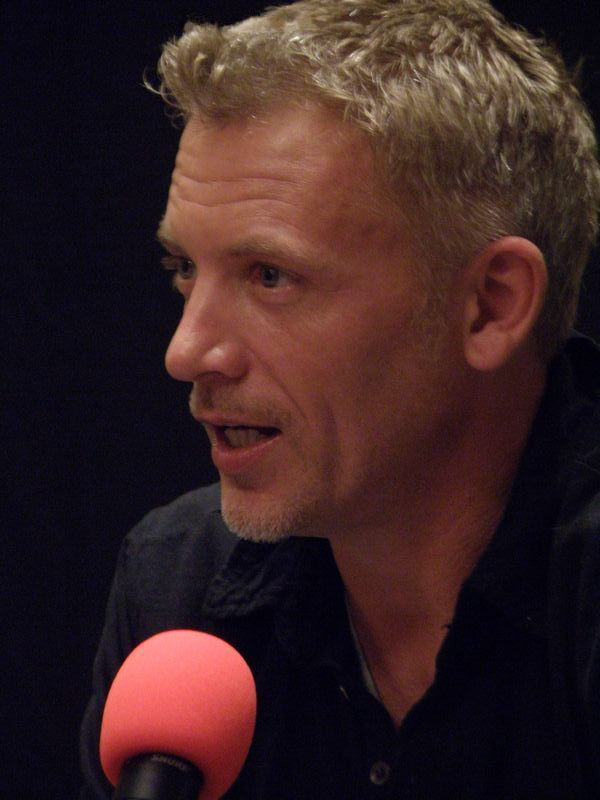
Number Two, gespeeld door Callum Keith Rennie.

Number Two, ook bekend als Leoben Conoy zijn een reeks fictieve personages uit de herwerkte televisieserie Battlestar Galactica. Number Two is een van de twaalf humanoïde cylons en een van de zeven cylons die verantwoordelijk zijn voor de aanval op, en destructie van de twaalf kolonies van Kobol. De rollen werden gespeeld door acteur Callum Keith Rennie.

## Biografie
Het personage komt voor de eerste keer in beeld tijdens de miniserie uit 2003. Na de aanval van de Cylons reist de Galactica naar een wapendepot. Daar ontdekt de bemanning een man die zichzelf Leoben noemt en beweert een wapenhandelaar te zijn. Na een ongeluk komt William Adama vast te zitten met Leoben en moeten de twee een omweg door het depot nemen om weer weg te geraken. Leoben die erg verzwakt is door de straling die in het depot heerst, wordt na een tijd door Adama ontmaskerd als een Cylon. Adama kan hem uitschakelen en net voor Leoben sterft vertelt hij Adama dat Cylons gedownload worden in een nieuw lichaam na hun dood.
Een kopie van Leoben leefde undercover op een van de schepen van de vloot. Nadat hij herkend werd na de vrijgave van een foto van de overleden Leoben, werd hij gearresteerd en ondervraagd door Kara Thrace, waar hij een fascinatie voor leek te hebben. Tijdens de ondervraging beweerde hij ergens in de vloot een nucleaire bom te hebben verstopt, maar hij kwam later op die verklaring terug. Toen hij president Laura Roslin probeerde te overtuigen dat William Adama een Cylon zou zijn, doorzag Roslin hoe gevaarlijk Leoben was en liet ze hem uit een luchtsluis gooien.
Tijdens de bezetting van Nieuw Caprica werd Kara Thrace verplicht om met Leoben als een gezin samen te leven, ondanks dat ze hem vijf keer vermoord had, waarna hij vijf keer terugkwam, gedownload in een nieuw lichaam. Er kwam pas een verandering in de onverzettelijkheid van Starbuck nadat Leoben een kind mee naar huis had genomen, waarvan hij beweerde dat het haar biologisch kind was, verwerkt met haar eicel die weggenomen werd door Number Four, toen ze in het ziekenhuis beland was op de originele planeet Caprica. Na de bevrijding van Nieuw Caprica werd duidelijk dat het om een ontvoerd kind ging, toen Starbuck met het kind op de arm de moeder aantrof op de Galactica.
Net voor Starbucks dood heeft ze hallucinaties over haar moeder, waarbij ook Leoben aanwezig is. Toen Starbuck tijdens haar hallucinaties bij het sterfbed van haar moeder stond, vertelde hij haar dat de dood niets is om te vrezen, waarbij zei antwoordde, jij bent Leoben niet, waarbij hij antwoordde, dat hij dat nooit beweerd had. Na haar dood keerde Starbuck terug en vond ze de weg naar de originele Aarde. Daar aangekomen vond ze samen met Leoben een neergstorte Viper met haar dode lichaam erin. Leoben leek net zo verontrust als Starbuck te zijn over de merkwaardige vondst. 
Tijdens de rebellie tussen de Cylons kozen de Leoben-klonen samen met de Number Six-klonen en de Number Eight-klonen de kant van de kolonisten en belandden ze uiteindelijk op de nieuwe Aarde.